# 威廉·毕特利希
威廉·畢特利希（德語：Wilhelm Bittrich，1894年2月26日—1979年4月19日，舊譯為：威廉·畢屈克）是納粹德國武裝親衛隊指揮，最終階級為武裝親衛隊上级集團領袖，於第二次世界大戰中指揮德軍反擊盟軍的市場花園行動，給予其大量傷亡。

## 生平

### 早年
毕特利希出生於德國哈爾茨山區的城鎮韋尼格羅德，出生於一個旅行推銷員的家庭。第一次世界大戰爆發後，他自願參軍，他曾在西線和義大利前線服役，並被授予兩級鐵十字勳章1916年，毕特利希轉到德意志帝國空軍並接受飛行員訓練。他曾在多個部隊服役，包括第 37 戰鬥機中隊。
戰後還是德國自由軍團成員之一 。後來在1934年又加入武裝親衛隊師群到1939年，從1934年8月起，毕特利希擔任漢堡政治準備支隊（Politische Bereitschaft）的指揮官。該部隊後來成為黨衛軍「日耳曼尼亞」分隊的一部分。1938年1月，毕特利希晉升為中尉。他被任命指揮黨衛軍德意志步兵團的一個營。1938年3月，他率領這支部隊參與了將奧地利併入納粹德國的行動。1939年5月，毕特利希被派往黨衛軍阿道夫·希特勒警衛旗隊（LSSAH） 總部，並於1939年6月晉升為旗隊领袖。

### 第二次世界大战

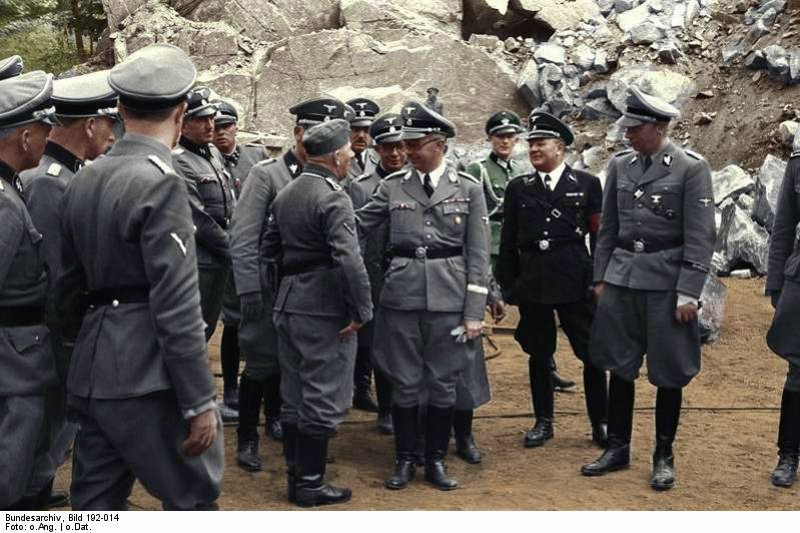
1941年党卫军官员参观毛特豪森集中营，右一：毕特利希，右二：弗朗茨·约瑟夫·胡贝，中立：海因里希·希姆莱

1939年二战爆发，在波蘭戰役與法國戰役時他都率領党卫军第1师的德意志步兵團作戰。
毕特利希随后得到晋升，率領過武裝親衛隊第2裝甲師「帝國」師長、後又出任親衛隊第9師「霍亨斯陶芬」師長。武裝親衛隊第2裝甲師「帝國」擴編後為武裝親衛隊第2裝甲軍軍長（此軍轄管有：武裝親衛隊第9裝甲師霍恩施陶芬師、武裝親衛隊第10裝甲師福登斯堡師），擔任第2裝甲軍軍長任內大敗盟軍市場花園行動軍事行動，也許是他軍人生涯裡最美好光榮的回憶；當時1944年9月他領軍地荷蘭恰恰是盟軍空的跳場，他率领的武装党卫军对盟军造成了巨大的杀伤。

### 反对希特勒

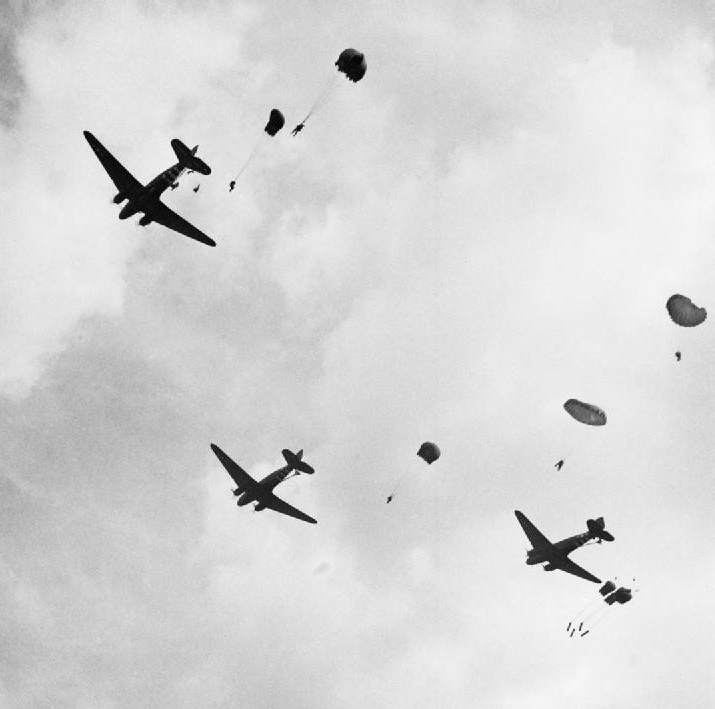
盟军伞降荷兰，毕特利希对其评价为：「在我當兵的這些年裡，我從未見過人们戰鬥得如此英勇」

毕特利希在擊潰盟軍市場花園行動作戰後，納粹德國軍備部長阿爾伯特·斯佩爾視察前線並且有機會去瞭解毕特利希的治軍及為人，之後斯佩爾在備忘錄留言寫：  
另外我數次視察西戰場前線，看毕特利希努力在處理敵軍所帶來的特別問題，我也去試著瞭解會有什麼問題；在阿亨市，我發現毕特利希中將（作戰當時）率領的武裝親衛隊士氣非常高昂願戰，在這天以前，他的第2裝甲軍作戰的確把英軍空降師趕出這個地方，這場戰事毕特利希私準英軍，把重傷兵撤出戰場、通過德軍防線到英軍駐守野戰醫院，但是納粹黨軍政委是氣急敗壞要求毕特利希必須把英美軍不是殺就是俘，怎麼可以私放？面對黨，他是個欺騙納粹黨的騙子，但是他當時義正詞嚴反駁拒絕執行黨政委殘暴軍令，堪稱是令人側目；尤其令人難置信他是出身武裝親衛隊司令！
毕特利希在1944年7月15日曾經向隆美爾元帥承諾：他與他的部屬軍官如果隆美爾認為「有需要時」絕對會呼應支持隆美爾，逮捕推翻納粹政權；但是那麼多納粹黨領袖，他認為希特勒應列為第一位優先逮捕；這樣造反成功情形並未發生。另外有非經證實報導，在1945年蓋世太保首领希姆萊已經有槍決毕特利希的意圖，起因除了前面流言蓋世太保已經調查偵知，且因為希姆萊已經對放出狠話，許多人認為這話是朝毕特利希來；早在1944年他與盟軍激戰前，當時希姆萊派出卡爾·格哈得特將軍來更換毕特利希司令職位，並押他回柏林接受政治調查；幸好盟軍傘兵即時跳至，毕特利希有仗可打，調查便延後。
之後於1945年春2月調派毕特利希駐防維也納，但是毕特利希到任後立刻把軍隊調離開維也納，以免因為作戰導致毀壞這德奧著名文化古都、音樂之都，也因為如此，他抗拒執行希特勒「固守陣地，戰到最後一兵卒」的軍令。

### 戰後
1945年5月8日他被美軍逮捕後，法國政府引渡他欲判他重刑，因為他曾經在尼姆市令殺害法國地下反抗德軍人士17人，即便戰後審判，毕特利希懇求法庭從他一生軍人榮譽考量他偶犯罪行：畢竟在處決這17名法國志士以前他並不知情，知道部份人士遇害後他有依據行政程序阻止德軍憲兵對法國志士繼續執刑但是無效。
法國馬賽市軍事法庭以毕特利希身為軍區最高主管難以完全脫罪，輕判他5年徒刑，1953年6月23日開始執刑（戰後至此也已經押8年），年末更二審於法國波爾多，当地法庭判無罪，於次年釋放。
出獄後，比特里奇一直活躍於前武装党卫队老兵互助会（HIAG），這是一個由前黨衛軍成員組成的修正主義組織。 在1970年代，他擔任該組織的主席，直到1979年4月19日於德國南部巴伐利亞巴特特爾茨-沃爾夫拉茨豪森縣地方醫院內病逝。

## 影视形象
在1977年电影《奪橋遺恨》中，毕特利希由马克西米利安·谢尔扮演。

## 党卫队履历

### 晉升時日
- 党卫军上级隊員: July 01, 1932
- 党卫军分隊領袖: July 15, 1932
- 党卫军小隊領袖: September 10, 1932
- 党卫军下级突擊隊中隊領袖: October 31, 1932
- 党卫军上级突擊隊中隊領袖: April 12, 1934
- 党卫军高级突擊隊中隊領袖: June 17, 1934
- 党卫军突擊隊大隊領袖: October 01, 1936
- 党卫军上级突擊隊大隊領袖: January 30, 1938
- 党卫军旗隊领袖: June 06, 1939
- 党卫军區隊领袖: September 01, 1940
- 党卫军旅隊領袖: October 19, 1941
- 党卫军集團領袖: May 01, 1943
- 党卫军上级集團領袖 : August 01, 1944

### 軍人獎勳章
- 鐵十字勳章第1級、第2級
- 武裝親衛隊骷髅荣誉戒指
- 鐵十字勳章銀扣 第2級（1939）、 第1級（1940）
- 騎士鐵十字勳章 （1941）
- 橡葉騎士鐵十字勳章 （1944）
- 橡葉騎士佩寶劍鐵十字勳章 （1945）
- 重傷勳章黑級
- 第一次世界大戰德國空軍飛行員勳章
- 荣誉十字勳章 （1934）
- 德國大十字勳章金級 （1943）

## 相關著作
- Berger, Florian, Mit Eichenlaub und Schwertern. Die höchstdekorierten Soldaten des Zweiten Weltkrieges. Selbstverlag Florian Berger, 2006. ISBN 3-9501307-0-5.
- Fellgiebel, Walther-Peer. Die Träger des Ritterkreuzes des Eisernen Kreuzes 1939-1945.  Friedburg, Germany: Podzun-Pallas, 2000. ISBN 3-7909-0284-5.
- Horst Mühleisen: Wilhelm Bittrich. in: Ronald Smelser / Enrico Syring （Hrsg.）: Die SS, Elite unter dem Totenkopf. Paderborn 2000. ISBN 3-506-78562-1
- Kershaw, Robert J. （1994）: It never snows in September. Ian Allen Ltd. ISBN 0-7818-0287-3.
- Hohne, Heinz （1966）: The Order of the Deaths Head. Penguin Books. ISBN 0-14-139012-3
- Patzwall, Klaus D. and Scherzer, Veit. Das Deutsche Kreuz 1941 - 1945 Geschichte und Inhaber Band II. Norderstedt, Germany: Verlag Klaus D. Patzwall, 2001. ISBN 3-931533-45-X.
- Ryan, Cornelius （1974）: A Bridge too Far. Coronet Books/Hodder and Stoughton. ISBN 0-340-19941-5
- Speer, Albert （1970）: Inside the Third Reich. Translated by Richard and Clara Winston. Macmillan. Library of Congre党卫军#70-119132